# Ороско, Алехандра
Алехандра Ороско Лоза (исп. Alejandra Orozco Loza; род. 19 апреля 1997, Сапопан) — мексиканская прыгунья в воду, двукратный призёр Олимпийских игр.

## Карьера
В возрасте 15 лет дебютировала на Олимпиаде 2012 года, где выступала в прыжках в воду в 10-метровой синхронной вышке и завоевала серебро в дуэте с Паоло Эспиносой, уступив дуэту из Китая и опередив спортсменок из Канады
В августе 2014 года на Юношеской Олимпиаде завоевала золото в смешанной дисциплине и бронзу в 10-метровой вышке.
На Олимпиаде 2016 года в дуэте с Эспиносой выступала в синхронной 10-метровой вышке, где они заняли итоговое 6-е место.
На Летних играх 2020 года выступая в синхронной 10-метровой вышке в паре с Габриэлой Агундес завоевала бронзовую медаль, уступив спортсменкам из Китая и США.